# Frederico de Freitas
Frederico Guedes de Freitas (Lisboa, 15 de novembro de 1902 — Lisboa, 12 de janeiro de 1980) foi um compositor, chefe de orquestra, musicólogo e pedagogo português.

## Biografia
Iniciou os primeiros estudos musicais com sua mãe Elvira Cândida de Freitas, distinta pianista, discípula de Francisco Baía e de Francisco de Lacerda.
Aos 13 anos de idade entrou para o Conservatório Nacional de Lisboa, instituição onde estudou piano com Carlos Reis, violino com Alexandre de Bettencourt, ciências musicais com Luís de Freitas Branco, harmonia com José Henrique dos Santos e contraponto, fuga e alta composição com António Eduardo da Costa Ferreira. Três anos depois, em 1918, surgiram as suas primeiras obras Duas Ave Marias em homenagem a Nossa Senhora.
Paralelamente ao estudo da composição, Frederico de Freitas desenvolveu também o gosto pela direção de orquestra, o que o levou a estudar com os maestros Vittorio Gui e Willem Mengelberg.
Depois de concluir com distinção no Conservatório Nacional de Lisboa os Cursos Superiores de Composição Musical, Piano, Violino, Contraponto e Fuga, e Ciências Musicais, iniciou em Lisboa uma carreira como compositor e chefe de orquestra que incluiu praticamente todos os géneros musicais, da música religiosa e da ópera, ao teatro ligeiro, à música para filmes, à música de câmara concertante e à canção para canto e piano. É autor da partitura para o filme A Severa, de Leitão de Barros, um dos mais populares de sempre do cinema português. 
Foi um compositor prolífico e eclético, tendo-se inspirado nas mais variadas vertentes da música. Foi também um inovador na Composição Musical, introduzindo em Portugal os métodos da Bitonalidade, Politonalidade, Atonalidade e Arritmia, ganhando a admiração de músicos como Maurice Ravel ou Igor Stravinsky, que adotaram também os mesmos métodos, muito depois de Frederico de Freitas. No domínio da composição musical, Frederico de Freitas deixou uma vasta obra que abarca praticamente todos os géneros musicais, incluindo a música para revistas, vaudevilles e operetas e partituras para cinema.
O seu 1º tema musical ligeiro foi "Tricanas de Aveiro", composto para a voz de Luísa Satanela, seguindo-se "As Lavadeiras de Caneças", para a revista "Água Pé", e criada por Ema d'Oliveira. Um dos seus mais populares êxitos é "A Esperteza Saloia", criada por Hortense Luz na revista "Feira da Luz" de 1931, e gravada pela "Foz Melody Band", dirigida por Lopes da Costa, futuro violinista na Orquestra Sinfónica da Emissora Nacional. Outro gigantesco êxito foi o tema "Meninas Vamos ao Vira", chamado pelo próprio como "Vira do Minho", gravado pela 1ª vez em disco por Lina Demoel, em 1936, e que muitos julgam como sendo do Folclore do Minho. 
Foi o primeiro músico clássico português a dar o seu contributo à história radiofónica portuguesa, responsabilizando-se pelo 1º concerto radiofónico português, realizado em 1930 pela CT1-BO Rádio Hertziana, com a sua "Orchestra Lisboa", que executou a 5ª Sinfonia de Beethoven, as Danças Guerreiras de Borodin, a Rapsódia Eslava de David de Souza, a "Declaração" de António Melo, a sua Java, a valsa "Saúr" de sua autoria conjunta com António Melo, e a Marcha dos Granadeiros.
Foi autor de estudos de musicologia, professor de música, diretor de orquestra, sócio fundador n.º 11, em 1925, da cooperativa anónima de responsabilidade limitada SECTP, a Sociedade de Escritores e Compositores Teatrais Portugueses, a qual só em 1970, com a revisão dos estatutos, passou a chamar-se SPA, a atual Sociedade Portuguesa de Autores, dado abranger todas as áreas da criação intelectual. Na data do seu falecimento, era Presidente de Honra da SPA, a qual, em 1981, atribuiu ao seu auditório, inaugurado em 1975, o nome de Auditório Maestro Frederico de Freitas. 
Como director de orquestra, destacou-se como Titular da Orquestra de Câmara da Emissora Nacional, Subdiretor da Orquestra Sinfónica da Emissora Nacional desde 1934, e titular da Orquestra Sinfónica do Conservatório do Porto. E tornou-se conhecido mundialmente pelas suas interpretações competentes de Beethoven, Bruckner, Mahler, Shostakovich, Sibelius e Richard Strauss.
Foi ainda criador, em 1940, da Sociedade Coral de Lisboa, com a qual, durante 9 anos, e em parceria com a Orquestra Sinfónica da Emissora Nacional, realizou múltiplas apresentações de obras corais sinfónicas da maior importância, entre eles a estreia da "Quarta Sinfonia" de Gusvav Mahler, da "Nona Sinfonia" de Beethoven, da oratória "O Dilúvio" de Camille Saint-Saens, do poema sinfónico "Die Ideale" de Franz Liszt, da "Invocação dos Lusíadas" de Vianna da Motta, da "Oratória de Natal" de Bach ou "Elias" de Félix Mendelssohn.
É autor das partituras para os filmes "A Severa" de 1930, e "As Pupilas do Sr. Reitor" de 1935, ambos de Leitão de Barros, um dos mais populares de sempre do cinema português. Foi um dos fundadores e colaborou, como compositor e maestro, em diversas produções da Companhia Portuguesa de Bailado Verde Gaio.
Escreveu peças baseando-se em obras de grandes autores portugueses, de Camões a António Botto, e harmonizou cânticos populares, abrangendo todas as regiões do país. Dedicou-se à música coral, sinfónica e coral-sinfónica, e compôs o "Quarteto Concertante" com o qual obteve, em 1935, o Prémio Domingos Bomtempo, da Emissora Nacional. Foi também distinguido com o Prémio Nacional de Composição, a propósito do seu “Nocturno” para violoncelo e piano, de 1926.
O seu impulso criador afirmou-se quer na sua “Sonata” para violino e violoncelo" de 1923, onde empregou a técnica politonal, quer no domínio da técnica de instrumentação, como é o caso da “Missa Solene”, obra de grande envergadura sinfónica, escrita para as Festas Centenárias de 1940.
Colaborou na revista ilustrada Cine   publicada em maio de 1931.
No entanto, o seu talento viria a originar muita controvérsia e polémica da parte de muitos pares seus.
Em 1975, depois de ter providenciado a orquestração sinfónica de "Grândola Vila Morena" de José Afonso, por ordem da Emissora Nacional, ao fim de 41 anos de trabalho intenso, Frederico de Freitas deixou a regência orquestral, e passou a receber uma pensão vitalícia de 3300 escudos.
Em 1977, compôs a sua última obra sinfónica, o poema sinfónico "Alexandre Herculano".
Viria a falecer em 12 de Janeiro de 1980, e apesar de ter deixado uma obra bem vastíssima na história da Música, muitas obras suas ainda ficaram incompletas.

## Reconhecimento
Compôs o "Quarteto Concertante" com o qual obteve, em 1935, o Prémio Domingos Bomtempo, da Emissora Nacional. Foi também distinguido com o Prémio Nacional de Composição, a propósito do seu “Nocturno” para violoncelo e piano, de 1926.
A 13 de Julho de 1967, foi agraciado com o grau de Comendador da Ordem Militar de Sant'Iago da Espada.
O espólio do compositor Frederico de Freitas foi doado à Universidade de Aveiro pela filha do compositor, Elvira de Freitas, em Julho de 2010. Está actualmente exposto no Museu da Universidade de Aveiro. 
Por Edital municipal de 11 de novembro de 1983, da Câmara Municipal de Lisboa, foi atribuído o nome de Rua Maestro Frederico de Freitas, na freguesia de São Domingos de Benfica, à rua que une a Rua Cidade de Rabat à Rua Augusto Pina (antiga Rua 2, entre a Rua Augusto Pina e a Rua dos Soeiros, também identificada como Prolongamento da Rua Augusto Pina, artéria onde desde 1972 estava sediada a então Escola Preparatória Prof. Delfim Santos), a partir de uma solicitação da Sociedade Portuguesa de Autores, que além do nome de Frederico de Freitas propôs os escritores Pedro Bandeira e José Galhardo, assim como o ator Paulo Renato, tendo sido todos incluídos no mesmo Edital. 

## Índice do Catálogo Musical
- Bailado
- Música de Câmara
- Música para Cinema
- Música Coral
- Harmonizações
- Hinos
- Música para Instrumento Solista
- Música de Cena
- Ópera
- Opereta
- Música Sinfónica
- Orquestrações
- Música de Teatro de Revista
- Vaudeville
- Voz e Piano

## Obra Literária
- "Canções Tradicionais Portuguesas do Ciclo da Quaresma e da Páscoa" in Panorama: Revista portuguesa de arte e turismo, n.º 21, 1967.
- "Viana da Mota, Pianista cosmopolita e compositor lusitano: No centenário do seu nascimento", in Panorama: Revista portuguesa de arte e turismo, n.º 28, pp. 6–22, 1968.
- "O fado, canção da cidade de Lisboa", Separata  de Língua e Cultura, n.º 3, 1973.
- "O fado veio do Brasil", in O Século, 8 de Junho, 1973.
- "A modinha portuguesa e brasileira", in Bracara Augusta, n.º 28, pp. 433–438, 1974.

## Programas Televisivos
- Programa A Feira, Entrevista de César de Oliveira a Frederico de Freitas, RTP, (ca. 1975).
- E O resto São Cantigas, 12º Programa, Programa dedicado a Frederico de Freitas, Realização: Oliveira Costa, RTP, 1981.